# Tajos de la Virgen
Tajos de la Virgen – szczyt w paśmie Sierra Nevada. Leży w południowej Hiszpanii, w regionie Andaluzja, w prowincji Grenada. 